# Chaybanides
1429–1598
Entités précédentes :
- Timourides

Entités suivantes :
- Khanat de Boukhara (Djanides)

Les Chaybanides, Chaïbanides ou Shaybanides, forment une dynastie turco-mongole descendant de Chayban, un des fils de Djötchi, fils aîné de Gengis Khan. Leur peuple prit le nom d'Ouzbeks en référence à Özbeg, un de leurs parents, khan de la Horde d'or dans les steppes russes.

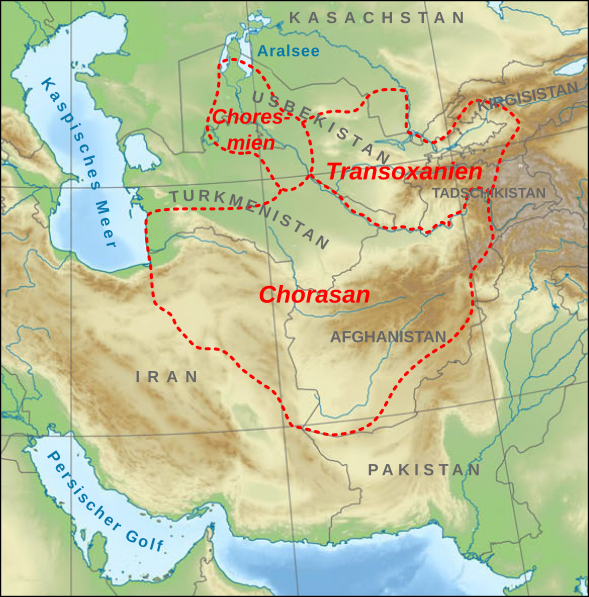
Transoxiane-Khorassan-Khwarezm

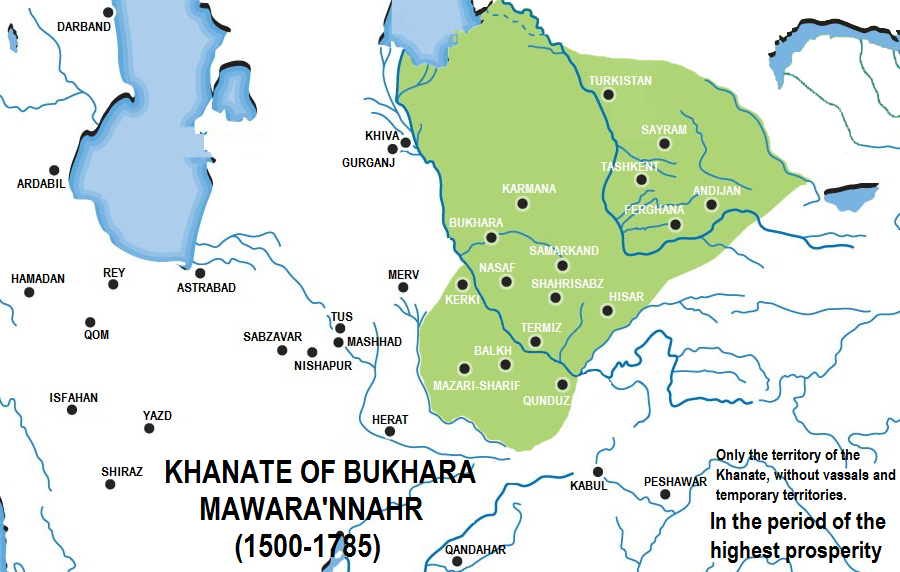
Khanat de Boukhara (1500-1785)

## Histoire
Après un certain nombre de raids en Transoxiane, les Chaybanides profitèrent de querelles de succession pour grignoter l'empire des Timourides qu'ils renversèrent en 1507. C'est du nom de leur peuple, les Ouzbeks, que vient le nom de l'Ouzbékistan.
Le puissant khan Abû-l-Khayr réussit à réunir les princes Chaybanides habitant entre Tobol, Oural et Syr-Daria en 1429 sous un nom d'Ulus Ouzbek. C'est la première fois que le nom « ouzbek » apparaît dans l'histoire.
Abû-l-Khayr, en conquérant le Khwarezm en 1447, essaya de créer un État ouzbek solide, mais il fut tué en 1468 par des seigneurs de l'actuel Kazakhstan. Son neveu, le prince Muhammad Shaybânî refonda, avec son frère Mahmud, le khanat d'Ouzbékistan, puis conquit en 1500, à l'aide des mercenaires d'Astrakhan, les villes de Boukhara et Samarcande. Il renversa assez facilement les Timourides en 1507 mais fut tué dans un combat avec les Perses en 1510.
D'autres sultans chaybanides, Ilbars et Bilbars, prirent possession de Khiva en 1511. Toutefois, le khanat ne s'assura son territoire qu'en 1512, après sa victoire contre les Moghols de Bâbur, mais sans pour autant pouvoir se consolider en un État unique et solide. Vers 1512, le khanat ouzbek fut gouverné par quatre khans qui y régnèrent de façon distincte.
Le khanat essaya de profiter du trafic de caravanes qui traversait la région, mais à long terme, il fut coupé du commerce international. De plus, sous le règne d'`Abdallâh II de Boukhara, le khanat connut une stagnation intellectuelle en raison d'une plus grande mainmise religieuse sur l'État.
La dynastie des Chaybanides prit fin en 1598 avec l'assassinat par son entourage du khan de Boukhara et Samarcande `Abd al-Mu'min. Durant la deuxième moitié du XVIIe siècle, le khanat de Boukhara connut un changement dynastique et il fut gouverné par une lignée originaire d'Astrakhan, les Djanides, une autre lignée des descendants de Djötchi. Une grande partie des seigneurs ouzbeks descendant d'Abû-l-Khayr se retrouva ensuite plus au nord, particulièrement dans la vallée de la rivière Chu, pour former l'ulus des Kazakhs.

## Liste des khans de la dynastie chaybanide
- 1429-1468 :  Abû-l-Khayr
- 1468-1469 : Yadgar Khan

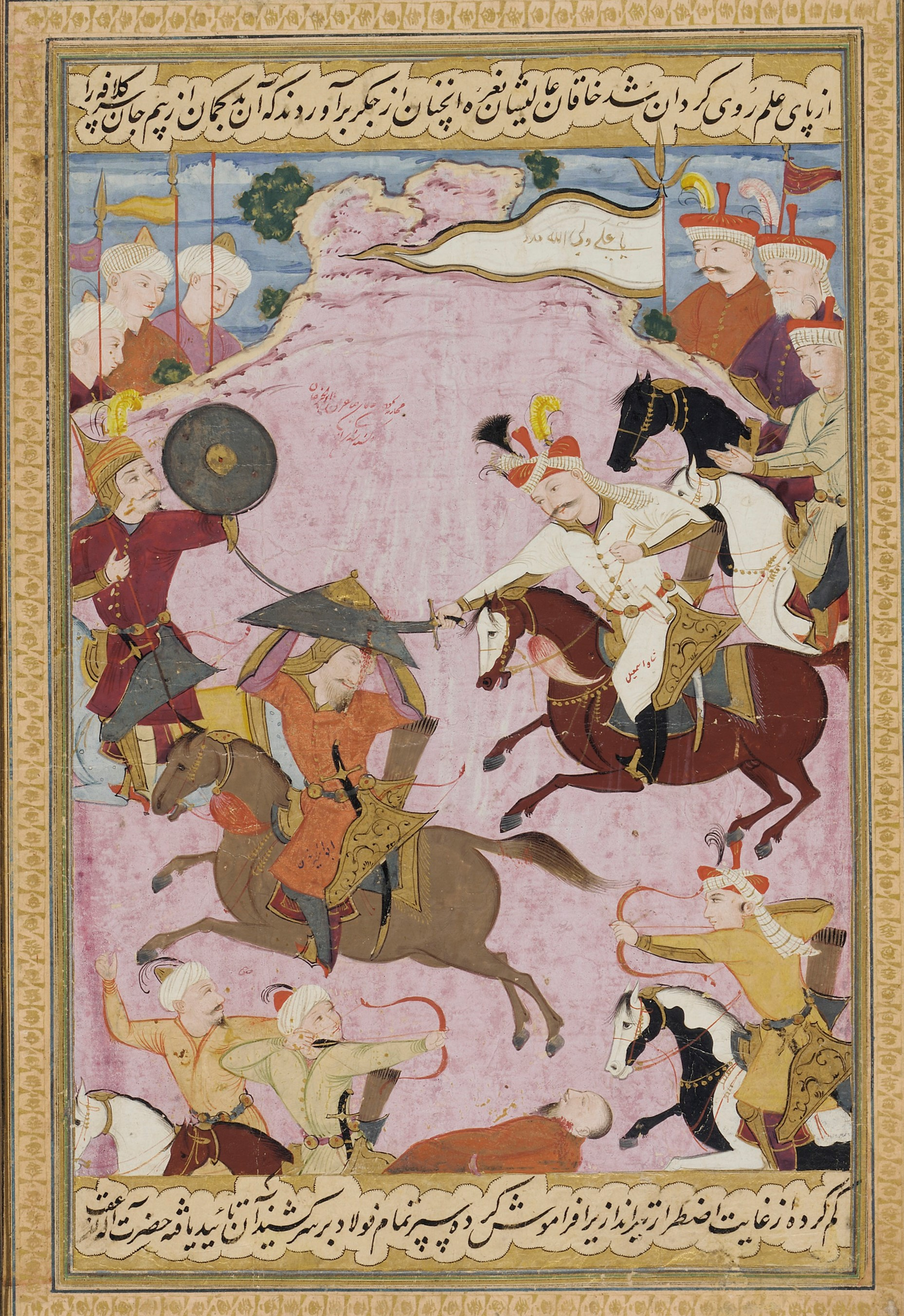
Bataille entre le Shah Ismail Ier et le Khan Shaybânî

- 1500-1510 : Muhammad Shaybânî, petit-fils d'Abû-l-Khayr
- 1512-1531 : Köchkunju, fils d'Abû-l-Khayr
- 1531-1534 : Abû Sa`îd (ru), fils de Köchkunju
- 1534-1539 : `Ubaydallâh, petit-fils d'Abû-l-Khayr
- 1539-1540 : `Abdallâh Ier (ru), fils de Köchkunju
- 1540-1552 : `Abd al-Latîf (ru), fils de Köchkunju
- 1552-1556 : Nawrûz Ahmad (ca), petit-fils d'Abû-l-Khayr
- 1556-1561 : Pîr Muhammad Ier (ca), fils de Jânî Beg, un arrière-petit-fils d'Abû-l-Khayr
- 1561-1583 : Iskandar (ca), fils de Jânî Beg
- 1583-1598 : `Abdallâh II, fils d'Iskandar
- 1598 : `Abd al-Mu'min, fils de `Abdallâh II
- 1598-1599 : Pîr Muhammad II (ca), petit-fils de Jânî Beg

## Arbre généalogique
- Khayr Pulad, (v.1330 - 1365?), Khan de la Horde d'or de 1362 à 1364;
  - Ibrahim;
    - Dawlat-Shaykh
      - Abû-l-Khayr, (v.1412 - 1468) Khan des Ouzbek en 1429;
        - Shaykh-Haydar, (v.1430 - 1471), Khan des Ouzbek en 1468;
        - Shah Budaq, (v.1432 - ?);
          - Muhammad Shaybânî, (1451 - 2/12/1510), Khan Ouzbek en 1500;
            - Muhammad Temur Sultan, (v.1475 - ap.1507);
              - Yar-Muhammad, (v.1505 - 1552), Khan des Ouzbek en 1550;

            - Khurram Shah Sultan, (v.1502 - ?)
            - Muhammad Rahim Sultan, (v.1505 - ?);

          - Mahmud Ba'adur, (v.1455 - ?)
            - `Ubaydallâh, (1487 - 1539), Khan en  1534;
              - Abd al-Aziz Sultan, (1509 - 1550), Khan en 1540;
              - Muhammad-Rahim, (v.1512 - ?);
                - Burhan-Sultan, (v.1535 - 1557), Khan en 1552;

        - Khwaja-Muhammad, (v.1445 - ?);
          - Jânî Beg, (v.1475 - 1529);
            - Pir-Muhammad, (v.1510 - 1561), Khan en 1557;
            - Iskandar (ca), (1512 - 1583), Khan en 1561;
              - `Abdallâh II, (1533 - 1598), Khan en 1583;
                - Abd al-Mu'min, (16/1/1568 - 1598) Khan en 1598;

          - Sulaymân, (v.1515 - ?);
            - Pîr Muhammad II (ca), (v.1550 - 1601), Khan de 1598 à 1599;

        - Köchkunju, (1452 - 1530), Khan en 1512;
          - Abû Sa`îd (ru), (1472 - 1533) Khan en 1530;
          - `Abdallâh Ier (ru), (1490 - 14/9/1540), Khan en 1539;
          - `Abd al-Latîf (ru), (v.1495 - 1551), Khan en 1540;

        - Suyunch, (v.1460 - 1512), Khan en 1511;
          - Nawrûz Ahmad (ca), (v.1510 - 1556), Khan en 1552;
            - Baba Sultan, (v.1530 - 1582) Khan en 1556;